# 前肢少陽三焦経
前肢少陽三焦経（ぜんししょうようさんしょうけい）とは、三焦経に属する前肢を流れる陽経の経絡である。人間でいうところの手の少陽三焦経に相当する。

## 前肢少陽三焦経に所属する経穴の一覧
前蹄頭（外）（ぜんていとう）
取穴部位：第4爪外側
主治：結膜炎、熱性病、捻挫、風邪、中毒
指間（外）（しかん）
取穴部位：第4・5指間
主治：捻挫、指関節麻痺、中毒
前涌泉（ぜんゆうせん）
取穴部位：第3・4中手骨間
主治：前肢疾患、中毒、熱性病、少食、イボ
陽池（ようち）
取穴部位：手首の窪み
主治：肩、前肢疾患、捻挫、風邪、糖尿病、眼、消化器
外関（がいかん）
取穴部位：橈骨下1/4
主治：熱性病、肘・指関節疼痛、前肢神経麻痺、便秘、風邪
三陽絡 （さんようらく）
取穴部位：尺骨上1/3後縁
主治：抗ショック作用、針麻酔穴、歯痛
四瀆（しとく）
取穴部位：肘下の窪み
主治：神経麻痺、歯痛
そう風（そうふう）
取穴部位：肩関節の後ろの窪み
主治：神経麻痺、便秘、肩・前肢疼痛
肩外兪（けんがいゆ）
取穴部位：上腕大結節後縁の窪み
主治：麻痺、捻挫
魄中（はくちゅう）
取穴部位：肩甲骨前縁の中点
主治：肩関節疼痛・麻痺
風門（ふうもん）
取穴部位：環椎翼前縁の窪み
主治：風邪、破傷風
翳風（えいふう）
取穴部位：耳基部
主治：顔面神経麻痺、歯痛、外耳炎
耳門（じもん）
取穴部位：耳根前下方の窪み
主治：歯痛、風邪、腹痛
絲竹空（しちくくう）
取穴部位：頬骨突起末端の窪み
主治：頭・眼周囲の疾患